# Лауридсен, Маркус
Маркус Хольтон Лауридсен (дат. Markus Holton Lauridsen; род. 28 февраля 1991, Гентофте, Копенгаген) — датский хоккеист, защитник, игрок сборной Дании. В настоящее время является игроком клуба «Франкфурт Лайонс». Младший брат Оливера Лауридсена.

## Карьера
Заниматься хоккеем начал в своем родном городе Гентофте. Уже в 16 лет дебютировал за свою родную команду, выступавшей во 2-й лиге датского первенства. Затем Лауридсен-младший уехал в Швецию. Там он играл в системе команды «Линчёпинга». В 2010 году уехал за океан. Выступал в различных командах низших американских дивизионов. С 2013 года хоккеист играет в АХЛ в фарм-клубе «Колорадо Эвеланша». В этом же году он впервые появился в национальной сборной Дании. Вместе с братом Маркус Лауридсен дебютировал на своем первом чемпионате мира в Швеции.